# Budapest Open
Il Budapest Open è un torneo femminile di tennis che si tiene a Budapest in Ungheria dal 2016. Si è disputato fino al 2018, per poi fare il suo ritorno dal 2022 facendo parte della categoria WTA 125 e si gioca sulla terra rossa del Római Teniszakadémia.

## Albo d'oro

### Singolare
| Anno       | Categoria     | Campionessa      | Finalista              | Punteggio           |
| ---------- | ------------- | ---------------- | ---------------------- | ------------------- |
| 2016       | ITF $50,000   | Irina Chromačëva | Cindy Burger           | 6–1, 6–2            |
| 2017       | ITF $100,000  | Jana Čepelová    | Danka Kovinić          | 6–4, 6–3            |
| 2018       | ITF $100,000  | Viktória Kužmová | Ekaterina Aleksandrova | 6–3, 4–6, 6–1       |
| 2019- 2021 | Non disputato | Non disputato    | Non disputato          | Non disputato       |
| 2022       | WTA 125       | Tamara Korpatsch | Viktorija Tomova       | 7–6(3), 6(4)–7, 6–0 |

### Doppio
| Anno       | Categoria     | Campionesse                        | Finaliste                         | Punteggio        |
| ---------- | ------------- | ---------------------------------- | --------------------------------- | ---------------- |
| 2016       | ITF $50,000   | Cindy Burger Arantxa Rus           | Ágnes Bukta Jesika Malečková      | 6–1, 6–4         |
| 2017       | ITF $100,000  | Mariana Duque María Irigoyen       | Aleksandra Krunić Nina Stojanović | 7–6(3), 7–5      |
| 2018       | ITF $100,000  | Alexandra Cadanțu Chantal Škamlová | Kaitlyn Christian Giuliana Olmos  | 6–1, 6–3         |
| 2019- 2021 | Non disputato | Non disputato                      | Non disputato                     | Non disputato    |
| 2022       | WTA 125       | Anna Bondár Kimberley Zimmermann   | Jesika Malečková Renata Voráčová  | 6–3, 2–6, [10–5] |